# Groovekojad
Groovekojad – założony w 1999 roku w Gdańsku projekt muzyczny. Liderem grupy był Glenn „Glennskii” Meyer, wcześniej współtworzący grupę Blenders. Muzyka tej grupy to mieszanka między innymi acid jazzu, big beatu, funku, trance'u.
Groovekojad na początku prezentował swoje pomysły w sopockim klubie Sfinks. Debiutancki album Smacznego! został nagrany w 2000 roku. Promowały go single "Funkiusz Budi (Baby-Baby)" i "Panie Kierowniku!". W 2000 roku płyta Smacznego! zdobyła nagrodę Fryderyka w kategorii "Album roku - dance / techno / elektronika" i była nominowana w kategorii "Fonograficzny debiut roku".

## Dyskografia
| Tytuł      | Dane dot. albumu                                                    |
| ---------- | ------------------------------------------------------------------- |
| Smacznego! | - Data: 18 sierpnia 2000 - Wydawca: Sony Music Entertainment Poland |

## Nagrody i wyróżnienia
| Rok  | Kategoria                                 | Tytułem     | Nagroda        | Nota      | Źródło |
| ---- | ----------------------------------------- | ----------- | -------------- | --------- | ------ |
| 2000 | Fonograficzny debiut roku                 | Groovekojad | Fryderyki 2000 | Nominacja | [ 3 ]  |
| 2000 | Album roku - dance / techno / elektronika | Smacznego!  | Fryderyki 2000 | Laur      | [ 3 ]  |